# Grenze zwischen dem Kosovo und Serbien

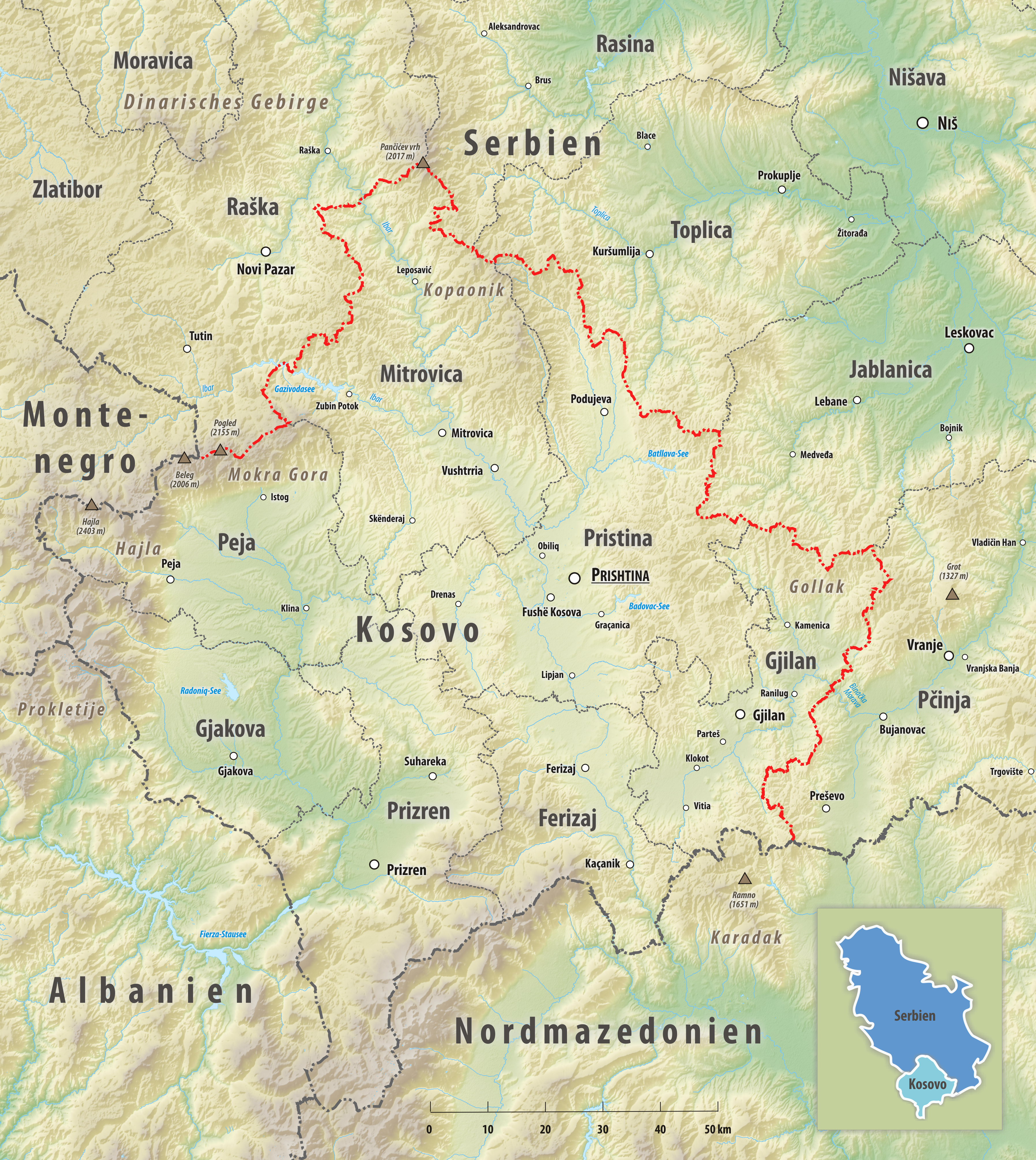
Grenzverlauf zwischen dem Kosovo und Serbien

Die Grenze zwischen dem Kosovo und Serbien trennt nach kosovarischer Auffassung das Staatsgebiet der Republik Kosovo von dem der Republik Serbien, nach serbischer Auffassung trennt sie die autonome Provinz Kosovo und Metochien vom Rest der Republik Serbien. Kosovo als Völkerrechtssubjekt wird inzwischen von der Mehrheit der Staaten anerkannt. Die Grenze hat eine Länge von 351,6 Kilometern. 
Im Kosovo lebt eine serbische Minderheit.
Die tatsächliche Kontrolle der Republik Kosovo über die mehrheitlich von Serben bewohnte Region Nordkosovo mit den Gemeinden Nord-Mitrovica, Leposavić, Zvečan und Zubin Potok ist derzeit umstritten und fragil. Die kosovarische Regierung unter Premierminister Albin Kurti hat ihre Bemühungen verstärkt, die Kontrolle über den Nordkosovo zu festigen.

## Verlauf
Die Grenze beginnt am Dreiländereck mit Montenegro im Gebirge Mokra Gora zwischen den Gipfeln des Beleg (2006 m. i. J.) und des Pogled (2155 m. i. J.). Von dort zieht sie sich durchs Gebirge nach Nordosten und quert den Gazivodasee, der den Fluss Ibar staut. An dessen nördlichem Ufer befindet sich der Straßenübergang Grenzübergang Brnjak. Die Grenze führt weiter nach Norden durch die Hügel und passiert die serbische Stadt Novi Pazar im Osten, bevor sie sich weiter nach Osten fortsetzt. 
Südlich des serbischen Rudnica quert sie beim Grenzübergang Jarinje nochmals den Ibar und zieht auf die Höhe des Pančićev vrh (2017 m. i. J.), der höchsten Erhebung im Kopaonik, die nur wenig südlich des nördlichsten Punkts des Kosovos liegt. Von dort setzt sich die Grenze auf den Höhen des Kopaonik nach Südosten fort und kreuzt am Grenzübergang Merdare die Straße vom serbischen Kuršumlija über Podujeva nach Pristina. Südlich von Dobri Do verläuft die Grenze für einige Kilometer nach Süden, lässt das Gebiet der oberen Jablanica bei Serbien und erreicht durch die Region Gollak das östlichste kosovarische Dorf Tërstena. 
Die Grenze verläuft weiter auf den Höhen westlich des serbischen Vranje und durch die Region Gornja Morava östlich der kosovarischen Stadt Gjilan. Dabei bleiben die großenteils albanisch besiedelten Städte Bujanovac und Preševo auch nach einem albanischen Aufstand in den Jahren 2000 und 2001 (in den auch das weiter nördlich gelegene Medveđa an der Straße von Leskovac nach Pristina involviert war) bei Serbien. Der Grenzübergang Končulj liegt an der Verbindung zwischen Bujanovac und Gjilan. Die Grenze trifft am Crni vrv (1219 m. i. J.) auf die Grenze zwischen Nordmazedonien und Serbien und die Grenze zwischen dem Kosovo und Nordmazedonien.

## Gemeinden an der Staatsgrenze (von Nordwest nach Südost)

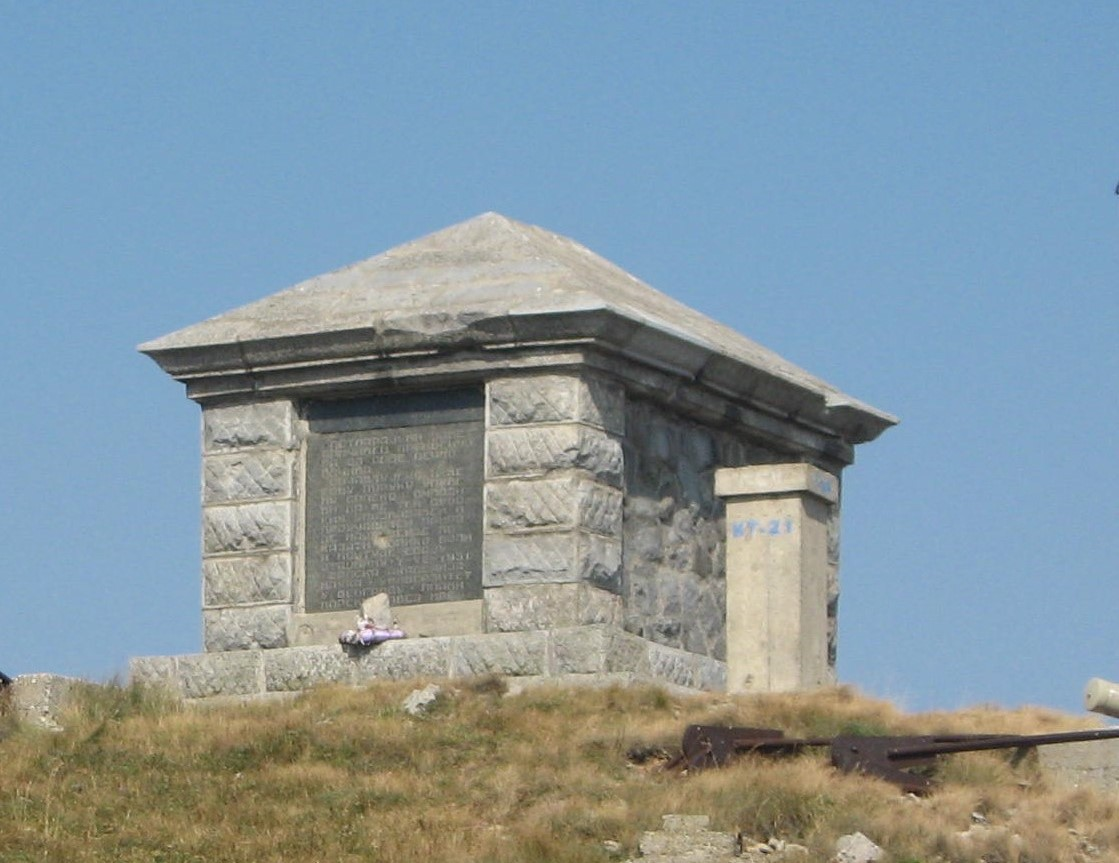
Das Mausoleum auf dem Gipfel des Pančićev vrh am nördlichsten Punkt des Kosovo

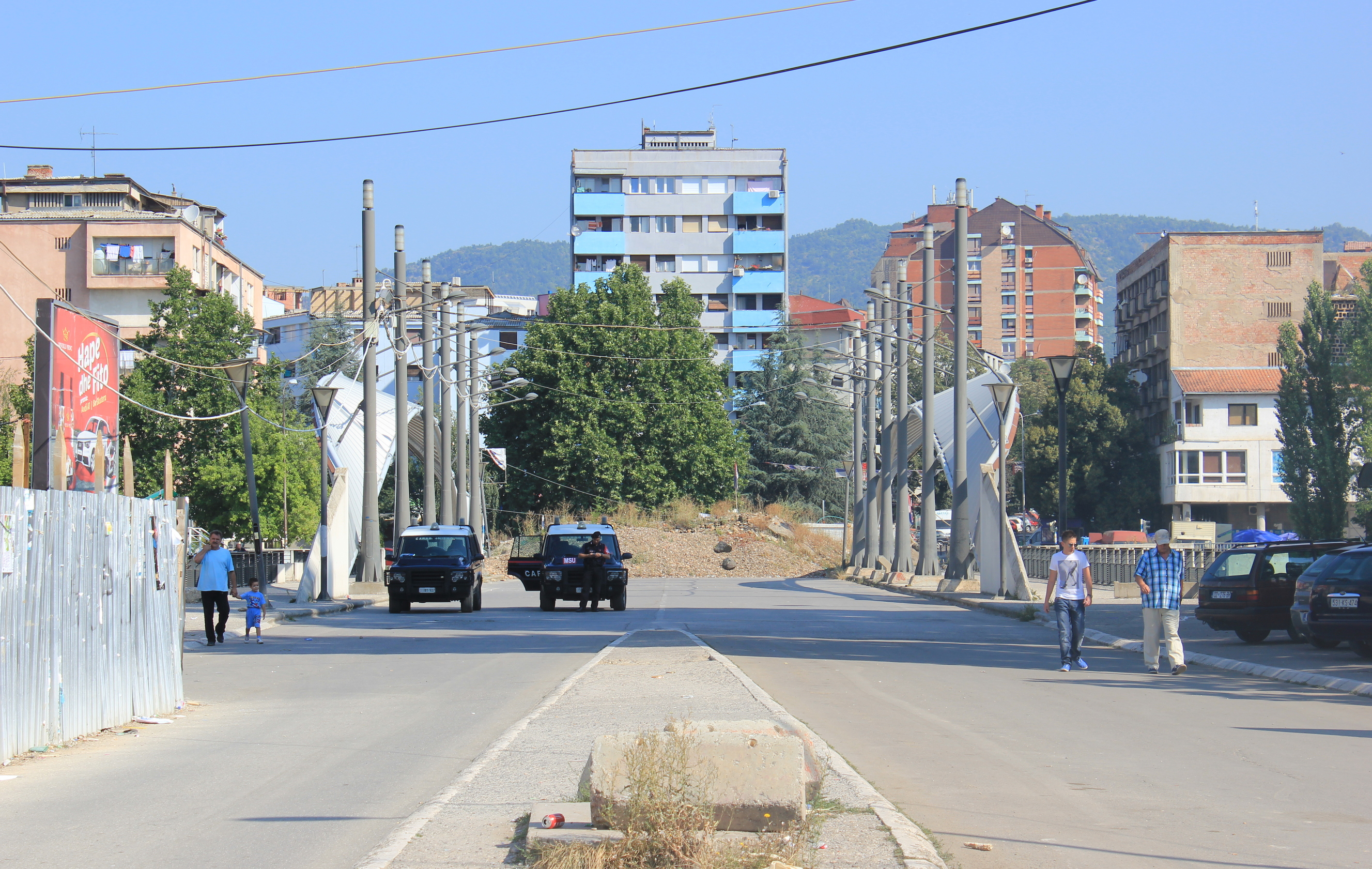
Die gesperrte Brücke über den Ibar in Mitrovica markiert die de-facto-Grenze zum Nordkosovo

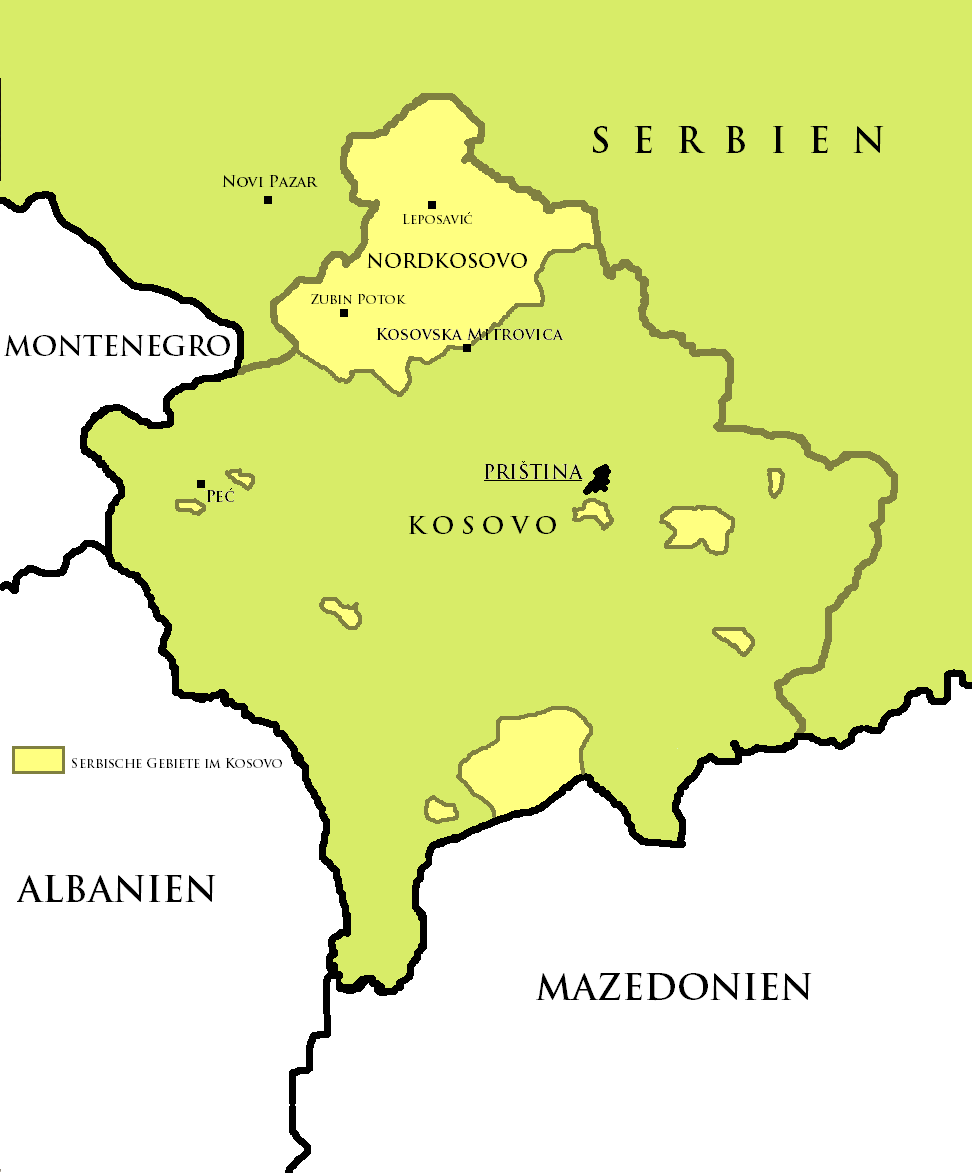
Verteilung der serbisch bewohnten Gebiete im Kosovo

| KOSOVO         | KOSOVO          | KOSOVO           |                   | SERBIEN  | SERBIEN                   | SERBIEN |
| Bezirk         | Gemeinde        | Grenz- übertritt | Grenz- übertritt  | Gemeinde | Okrug (Verwaltungsbezirk) |         |
| -------------- | --------------- | ---------------- | ----------------- | -------- | ------------------------- | ------- |
| Montenegro     |                 |                  |                   |          |                           |         |
| Peja           | Istog           |                  | M o k r a G o r a |          | Tutin                     | Raška   |
| Mitrovica      | Zubin Potok     |                  | M o k r a G o r a |          | Tutin                     | Raška   |
| Mitrovica      | Zubin Potok     | Novi Pazar       | M o k r a G o r a |          |                           | Raška   |
| Mitrovica      | Zvečan          |                  | M o k r a G o r a |          |                           | Raška   |
| Mitrovica      | Leposavić       |                  | M o k r a G o r a |          |                           | Raška   |
| Mitrovica      | Raška           |                  | M o k r a G o r a |          |                           | Raška   |
| Mitrovica      | K o p a o n i k |                  | Brus              | Rasina   |                           |         |
| Mitrovica      | K o p a o n i k |                  | Kuršumlija        | Toplica  |                           |         |
| Pristina       | K o p a o n i k | Podujeva         | Kuršumlija        | Toplica  |                           |         |
| Pristina       | G o l a k       | Podujeva         |                   | Medveđa  | Jablanica                 |         |
| Pristina       | G o l a k       | Pristina         |                   | Medveđa  | Jablanica                 |         |
| Gjilan         | G o l a k       | Kamenica         |                   | Medveđa  | Jablanica                 |         |
| Gjilan         | G o l a k       | Kamenica         | Lebane            |          | Jablanica                 |         |
| Gjilan         | G o l a k       | Kamenica         | Leskovac          |          | Jablanica                 |         |
| Gjilan         | G o l a k       | Kamenica         |                   | Vranje   | Pčinja                    |         |
| Gjilan         | G o l a k       | Kamenica         | Bujanovac         |          | Pčinja                    |         |
| Gjilan         | G o l a k       | Ranilug          |                   |          | Pčinja                    |         |
| Gjilan         | G o l a k       | Gjilan           |                   |          | Pčinja                    |         |
| Gjilan         | G o l a k       | Preševo          |                   |          | Pčinja                    |         |
| Nordmazedonien |                 |                  |                   |          |                           |         |

## Geschichte
Der Abschnitt zwischen Jarinje und dem östlichsten Punkt des Kosovos bei Vranje war bereits ab 1883 Staatsgrenze zwischen dem Königreich Serbien und dem Osmanischen Reich. Novi Pazar wie auch Bujanovac und Preševo gehörten damals noch zu letzterem.
Als Resultat des Ersten Balkankriegs fielen der Sandschak, große Teile des Kosovos und der Norden Makedoniens an Serbien. Im Zweiten Balkankrieg konnte Serbien ganz Vardar-Mazedonien einnehmen. Die Grenze gab es in dieser Form bis 1939 nicht mehr, da im Königreich Jugoslawien der Kosovo auf die Banschaften Vardar, Morava und Zeta aufgeteilt war. Im Zweiten Weltkrieg wurden große Teile des Kosovos Albanien angegliedert, nordwestlich von Vranje war die Grenze auf kleinen Abschnitten identisch mit der heutigen. Nach dem Krieg wurde Albanien in seinen alten Grenzen wiederhergestellt.
Am 3. September 1945 wurde durch Jugoslawien die Autonome Region Kosovo und Metochien gegründet, die 1963 zur Autonomen Provinz Kosovo und Metochien und 1968 zur Sozialistischen Autonomen Provinz Kosovo wurde. Die Grenzen dieser autonomen Provinz innerhalb der Sozialistischen Republik Serbien entsprechen den heutigen Grenzen des Kosovo. Die Grenze zwischen dem Kosovo und Serbien besteht in dieser Form somit erst seit 1945. Neun Jahre nach dem Kosovokrieg erklärte sich der Kosovo im Jahr 2008 für unabhängig. Die Abspaltung von Serbien wurde bisher durch Serbien nicht und durch die übrigen Staaten nur teilweise anerkannt; der Charakter als internationale Grenze ist daher umstritten. Zeitweise wurde ein Gebietsaustausch zwischen dem mehrheitlich serbisch besiedelten Nordkosovo und dem Gebiet um Preševo in die Diskussion gebracht.
Seit der zweiten Dezemberwoche 2024 errichten militante Serben im mehrheitlich serbisch bewohnten Norden des Kosovo Barrikaden. Sie blockieren vor allem Straßen zu den Grenzübergängen nach Serbien, seit dem 24. Dezember 2024 auch einen von Albanern bewohnten Stadtteil in der ethnisch geteilten Stadt Mitrovica.

## Grenzübergänge
Die kosovarische Grenzpolizei führt sechs Grenzübergänge zu Serbien auf:
- Grenzübergang Brnjak/Bërnjak zwischen Mitrovica und Novi Pazar
- Grenzübergang Jarinje/Jarinja zwischen Leposavić und Raška
- Grenzübergang Merdare zwischen Podujeva und Niš
- Grenzübergang Mutivoda zwischen Pristina und Leskovac
- Grenzübergang Končulj/Dheu i Bardhë zwischen Gjilan und Bujanovac
- Grenzübergang Muçibaba/Depce zwischen Gjilan und Preševo

Daneben gibt es noch einige weitere Übergänge, die von der lokalen Bevölkerung genutzt werden, aber keine Infrastruktur aufweisen.